# Раикулешти (Мехединци)
Раикулешти (рум. Răiculești) насеље је у Румунији у округу Мехединци у општини Поноареле. Oпштина се налази на надморској висини од 575 m.

## Становништво
Према подацима из 2002. године у насељу је живело 103 становника, од којих су сви румунске националности.